# Ivana Noble
Ivana Noble (rozená Marková, * 29. září 1966 Plzeň) je česká ekumenická teoložka, farářka Církve československé husitské a bývalá prezidentka evropské asociace pro ekumenickou teologii Societas Oecumenica. V současné době působí jako vedoucí Ekumenického institutu na Evangelické teologické fakultě Univerzity Karlovy. Vyučuje a publikuje v oblastech ekumenické systematické teologie, fundamentální teologie, pravoslavné teologie, hermeneutiky, teologie kultury, teologické antropologie, politické teologie a křesťanské spirituality. Věnuje se také výtvarné činnosti a poezii.

## Život
Po absolvování základní školy v Plzni začala navštěvovat gymnázium v Blovicích. Během svého studia se stále více zapojovala do různých uměleckých aktivit (divadlo Dialog, studium na LŠU u Karla Syky). Po maturitě rok pracovala jako vychovatelka ve škole pro neslyšící. V této době se začala zajímat o křesťanství a následně byla pokřtěna v Československé církvi husitské. Od počátku svého křesťanského života ale udržovala kontakty s křesťany z různých konfesijních tradic, což se od té doby stalo typickým rysem jejího křesťanského a akademického života.
V roce 1985 byla přijata na Pedagogickou fakultu – obor český jazyk-výtvarná výchova, ale téhož roku musela školu opustit, protože odmítla složit přísahu, tehdejším režimem vyžadovanou. Kresba a malba zůstaly jejím velkým koníčkem a postupně se začaly propojovat s novým směřováním. Po roce, kdy pracovala jako doručovatelka tisku, byla přijata na Husovu československou bohosloveckou fakultu, která se v té době nacházela v pražských Dejvicích, a byla přijata. V tomto roce se také provdala za Petra Dolejše, který spolu s ní odešel do Prahy a začal pracovat v církevním vydavatelství Blahoslav.
Spolu s několika dalšími studenty se snažila překonat limity školního vzdělávání, účastnila se Machovcových bytových seminářů, a věnovala se dalším mimoškolním aktivitám. Bakalářská práce věnující se přístupu k Židům v českých zemích během války jí umožnila navázat zajímavé kontakty s podzemně fungující židovskou komunitou. Mezináboženské vztahy pak zůstaly jedním z témat jejího zájmu. Na konci osmdesátých let se objevila možnost studia v zahraničí. Původně byla pozvána do indické Kalkaty, ale na základě administrativní chyby se místo toho v roce 1988/1989 dostala na semestrální program Ekumenického institutu při Světové radě církví v Bossey ve Švýcarsku nedaleko Ženevy.
Zpět se vrátila do země, která již stála na prahu změn. Po 17. listopadu 1989 se aktivně podílela na společenských i univerzitních proměnách. Byla členkou ústředí studentského stávkového výboru, místopředsedkyní nově ustaveného akademického senátu Univerzity Karlovy za všechny teologické fakulty. Aktivně se podílela na přípravách inkorporace teologických fakult do univerzity a také na navrácení Roháčovy koleje zpět církvi. Zároveň pokračovala ve studiu. Ve své magisterské práci se věnovala Paulu Tillichovi, jehož metoda korelace měla trvalý vliv na její práci. Na začátek 90. let se také datuje její první kontakt s Heythrop College, která je součástí Londýnské univerzity. Prof. Noble zde mohla nejprve tři měsíce studovat díky Masarykovu stipendiu, a pak, díky podpoře Heythrop College, v letech 1993–1999 pokračovat v distančním doktorském studiu.
V lednu 1992 přijala kněžské svěcení v Československé církvi husitské a byla ustanovena farářkou v Berouně. Tato pastorační zkušenost zahrnující práci s mladými i starými lidmi a také dobré ekumenické vztahy s představiteli většiny ostatních církví byla formativní a inspirovala mnohé v Ivanině teologii. O akademické dráze nepřemýšlela, ale po dvou letech farářské služby se na univerzitu vrátila. Farářkou ale zůstala, od roku 1993 až doteď vypomáhá dobrovolnicky jako druhá duchovní v náboženské obci CČSH Praha-Zbraslav. Její akademická dráha začala na Husitské teologické fakultě, kde byl tehdy děkanem prof. Vladimír Kubáč, který rozšířil pedagogický sbor o pět nových asistentů. Stejný rok ale náhle zemřel, a jeho nástupce ji spolu s dalšími mladšími učiteli propustil. V tomto roce se začala utvářet ekumenická iniciativa propojující teology z různých prostředí a tradic. Mezi nimi byli významné katolické osobnosti Tomáš Halík, Jan Sokol, Lenka Karfíková, Václav Ventura, z prostředí podzemní církve biskup Jan Konzal a aktivista Pavel Hradilek, tehdejší starokatolický biskup Dušan Hejbal a další. Na těchto setkáních se zrodila myšlenka nabídnout v českém prostředí ekumenické teologické vzdělávání otevřené pro laiky. Po odchodu z Husitské teologické fakulty získala roční stipendium pro denní studium v Londýně. V této době se zároveň aktivně podílela na formaci Institutu ekumenických studií v Praze a následně se vrátila jako jeho první ředitelka.
Tato doba byla nelehká, neboť totalitní myšlení a praxe se vracely, a to i prostřednictvím osob, které byly vůči předchozímu režimu disidenty. Usilovala o ekumeničtější způsob teologické práce, což neznamenalo v první řadě studovat ekumenismus, ale čerpat z bohatství různých křesťanských tradic a umožnit vzájemné sdílení učitelům i studentům pocházejícím z těchto tradic. Nový Institut ekumenických studií byl od počátku otevřen i pro dialog s ostatními vědními obory. Měla po dobu prvních šesti let (1994–2000) jeho existence jako ředitelka na starosti studijní program, a zároveň v něm řady předmětů vyučovala: úvod do teologického myšlení, filosofii, hermeneutiku Písma a tradice, a systematickou teologii. Pod jejím vedením institut pořádal řadu veřejných domácích akcí a měl rozsáhlou spolupráci se zahraničními akademickými institucemi, řády a kongregacemi, zatímco na domácí půdě hledal akademické zázemí. Noble se podílela na složitých jednáních, která postupně vedla k utvoření bakalářského studijního programu pod názvem Teologie křesťanských tradic na Evangelické teologické fakultě Univerzity Karlovy. Velkou pomocí v těchto jednáních byli tehdy již emeritní rektor UK prof. Radim Palouš, který se stal předsedou ekumenického fóra, které zaštiťovalo činnost institutu, Jan Kofroň, Dr. Vladimír Roskovec a prof. Zdeněk Susa. Významnou pomocí bylo i to, že prof. Palouš získal pro institut podporu kardinála Edwarda Cassidyho, prefekta Kongregace pro jednotu křesťanů.
Vedle studijního programu a veřejné činnost se se zároveň věnovala duchovnímu zázemí ekumenického studia. Od roku 1994 se sama účastnila ekumenických ignaciánských duchovní cvičení, které vedl o. Ludvík Armbruster, S.J., a od roku 1997 je začala sama doprovázet. Studenti institutu mohli rovněž využívat jejích kontaktů s ekumenickým klášterem v Grandchamps (Švýcarsko) a benediktinským klášterem v Meschede (Německo).
V roce 1999 na Londýnské Heythrop College obhájila svou disertační práci Accounts of Hope: A Problem of Method in Postmodern Apologia, kterou celá léta trpělivě vedl Dr. Joe Laishley SJ, britský jezuita a zkušený doktorandský školitel. Tato práce byla pokusem analyzovat přechody od křesťanského svědectví k fundamentalistickému zastávání neměnných jistot a ukázat svobodnější a tradičně křesťansky zakotvenější alternativy. Práce byla o rok později publikována ve vydavatelství Peter Lang.
Spolu s novým bakalářským programem se deset let po sametové revoluci vrátila na Karlovu univerzitu potřetí, nyní jako přednášející na Ekumenickém institutu Evangelické teologické fakulty UK, který vedl prof. Pavel Filipi, a který úzce spolupracoval s Institutem ekumenických studií, jenž bakalářský program zaštiťoval. V této době se ale rozpadlo Ivanino první manželství. Po letech zápasů a velké únavě, která se dostavila, jí nyní bylo umožněno více se věnovat učení a bádání. Na konci roku 2001 uzavřela druhé manželství s britským teologem Timem Noblem. V roce 2005 se habilitovala v oboru systematická teologie (habilitační práce: Teologie jako interpretace náboženské zkušenosti, později publikována také v anglickém překladu pod názvem Tracking God: An Ecumenical Fundamental Theology). Již v této době se začala účastnit konferencí evropské asociace ekumenických teologů, Societas Oecumenica. V roce 2004 byla zvolena do výboru, později se stala sekretářkou organizace, a v letech 2006–2008 její prezidentkou, jako první žena a nejmladší kandidát, který byl kdy zvolen. Znovu začala budovat vztahy k různým evropským univerzitám, zvláště ke Katolické univerzitě v Lovani, kde se pravidelně účastnila konference LEST a jiných událostí. V této době rovněž dostala nabídku částečně vyučovat na Mezinárodním baptistickém semináři (International Baptist Theological Seminary), který v té době sídlil v Praze. Spolu se svým manželem Timem nakonec pracovala pro seminář celkem devět let až do té doby, než se v roce 2014 přestěhoval do Amsterdamu. Noble působila především jako školitelka doktorandských studentů, podílela se na duchovním a liturgickém životě semináře a na vyučování v magisterském programu. V této době začala organizovat pravidelné mezinárodní doktorandské a postdoktorandské konference v Praze, kolem kterých se postupně shromáždila velmi rozmanitá akademická komunita z Evropy i ze zámoří.
Od roku 2006, když byla rektorem prof. Václavem Hamplem poprvé jmenována členkou Vědecké rady UK, se znovu a intenzívněji vrátila k mezioborovosti, na které univerzita stojí. Po počátečních rozpacích nad tím jak může teoložka spolurozhodovat o profesurách a akreditacích v medicíně nebo v přírodních vědách, se naučila vážit si rodových podobností a snahy univerzity o celistvost.
V letech 2011–2015 vedla projekt o pravoslavné teologii na Západě "Symbolické zprostředkování celistvosti v západním pravoslaví" 2011–2015,, který byl financován Grantovou agenturou ČR (GAČR). Na projektu spolupracovala s dalšími třemi kolegy (Kateřina Bauer, Tim Noble a Parush Parushev). Tento projekt umožnil Ivaně prohloubit dlouhodobý zájem o pravoslavnou teologii, zlepšit odborné znalosti v tomto oboru a rozšířit kontakty se současnými pravoslavnými teology ve Francii, Řecku a Spojených státech. V rámci projektu vyšla řada dílčích studií a šest kolektivních monografií, česky, anglicky a rusky. Díky tomuto projektu a novým kontaktům, které přinesl, obdržela řadu pozvání přednášet na konferencích v pravoslavných zemích i na Západě a podílet se na práci řady významných mezinárodních grémií, stala se členkou mezinárodní rady, Lovaňského centra pro východní a orientální křesťanství , Leuven, od r. 2015, poradního výboru časopisu Analogia: The Pemptousia Journal for Theological Studies (od r. 2017), teologickou poradkyní St John Chrysostom Research Institute (od r. 2018) a členkou vedoucího výboru sekce Východní pravoslavná studia při Americké akademii náboženství , od r. 2020).
Mezitím, v roce 2014 jmenována profesorkou teologie na Univerzitě Karlově jako první žena v čistě teologické disciplíně v historii UK. Po smrti Prof. Pavla Filipiho 2016 převzala vedení badatelsky orientovaného Ekumenického institutu na Evangelické teologické fakultě UK. V témže roce její žáci a kolegové k její padesátinám vydali Festschrift Domov jako most. V letech 2001 – 2019 byla členkou redakčního týmu časopisu Communio Viatorum, kde připravila řadu tematických čísel. V současnosti vede Centrum excelence UK "Teologická antropologie v ekumenické perspektivě", 2018–2023. Vedle odborné činnosti je také pravidelným hostem Křesťanské akademie, na nejrůznějších místech ČR, hostující kazatelkou či přednášející v církvích nejrůznějších denominací – od baptistů po pravoslavné. V nakladatelství Brill vyšli dva svazky jejích sebraných spisů.Ve volném čase se věnuje kresbě, malbě a grafice. Je zakladatelkou univerzitního Centra péče  o duši.

## Dílo
Prof. Ivana Noble se zabývá ekumenickou teologií, hermeneutikou a východní a západní spiritualitou, je autorkou řady článků, které jsou většinou publikovány anglicky, a pak, kromě češtiny také v němčině, francouzštině, portugalštině, bulharštině a řečtině. Ve svých publikacích uvádí do rozhovoru přístupy současné katolické, pravoslavné a protestantské teologie. Rozebírá vztah mezi teologií jako vědou a jako duchovní cestou, mezi Božím zjevením a Božím tajemstvím. Již její první kniha byla pokusem vytvořit nefundamentalistický přístup ke křesťanskému svědectví (nebo, jak to tehdy nazývala, „apologii“). Základní otázkou bylo, jak žít křesťanský život, který není závislý na apriorních (a ne-křesťanských) ideologických tvrzeních. Jak se podoba odpovědí na tyto otázky vyvíjela a prohlubovala, zůstala tato problematika důležitou a stále aktuální ve všech jejích dalších textech. Je zřejmé, že Ivana Noble vnímá teologii především ekumenicky, jako společné dědictví a společný úkol, není to ani ekumenická teologie synkretického charakteru popírající partikularitu. Je to teologie ekumenicky vnímavá, která vychází z hluboké znalosti a upřímné lásky ke všem konfesím. Zároveň není nekritická, ani izolovaná. Ivanina teologie vzniká v dialogu mezi kulturou a církví. Není to teologie, která ekumenicky pojednává o jiných, ale je to teologie, která se vytváří s jinými.
Jako anglicky mluvící a píšící teoložka byla často žádána, aby psala o Janu Husovi, a mnoho jejích článků se tak zabývalo jeho osobností. Témata článků zahrnovala Husovy filozofické postoje, jeho přístup k autoritě a jeho následné přijímání nebo odmítání v českých církvích. Ačkoliv má velmi ráda Ludwiga Wittgensteina, psala o něm překvapivě velmi málo, přímo k jeho dílu se vrátila relativně nedávno. Z práce na doktorátu si odnesla také zájem o současnou francouzskou filozofii, zvláště o Jaquese Derridu, o kterém napsala několik článků.
Díky svým jazykovým schopnostem, kontaktům a zkušenostem byla často žádána, aby psala o současné náboženské situaci v České republice, což jí pomohlo vytvořit si pohled na náš stát jako na (alespoň donedávna) post-sekulární zemi a zaznamenat v čem je situace české společnosti odlišná od ostatních evropských zemí, kde a jak se objevují nové formy duchovního hledání, navzdory jasným statistickým údajům o nízké religiozitě. Tomuto tématu věnovala i svou knihu: Theological Interpretation of Culture in Post-Communist Context: Central and East European Search for Roots. Jiný přístup, který využívá, spočívá ve výběru dvou zcela odlišných postav, aby ukázala, jak je určité téma uchopeno v jejich textech. Tak psala např. o Ignáci z Loyoly a Simeonu Novém Teologovi, nebo o Janu Klimakovi a rumunském intelektuálovi Petre Ţuţeaovi, a o dvou současných liturgicích z různých křesťanských tradic, pravoslavném Alexanderu Schmemannovi a katolíkovi Louis-Marie Chauvetovi. Následně napsala celou řadu článků o různých aspektech současné pravoslavné teologie. Věnovala se zvláště dílu a vlivu George Florovského, Vladimira Losskému a Johna Meyendorffa, či Dumitru Stăniloae. Díky této práci se stala jedním z předních odborníků na moderní pravoslavnou teologii.
V poslední době se výzkum prof. Noble a jejích spolupracovníků soustředil do třech hlavních oblastí: (i) pravoslavná teologie na Západě – její vztah k západnímu myšlení a západním křesťanským tradicím (studium způsobů, jakými se pravoslaví na Západ dostávalo, hlavních teologických témat, postav, konfrontace a rozhovoru se západní teologií a filosofií) ; (ii) vztah mezi teologií a kulturou v postkomunistických zemích (pojetí světa jako ohroženého místa, pojetí paměti a smíření; koncepce toho, na čem nejvíce záleží a co v posledu lidský život naplňuje); (iii) ekumenická hermeneutika vycházející ze synchronní práce se základními tématy fundamentální teologie v různých křesťanských tradicích (Boží zjevení a lidská zkušenost s Bohem; interpretace Písma v tradici; vztah mezi historicko/kulturním kontextem a život proměňující nadějí přicházející „z Boží strany“; vztah mezi teologií, duchovním, sociálním a politickým životem).
V současné době vede projekt o teologické antropologii, který je zaměřen na člověka, který transcendenci hledá i zakouší. Teologická antropologie se, podle Noble, liší od ostatních podob antropologického diskursu tím, že tematizuje vztah k Bohu jako východisko a základ antropologického zkoumání. V tomto rámci ovšem nalezneme významné rozdíly. Část těchto rozdílů je daná odlišnými konfesijními přístupy. Zjednodušeně řečeno, např. tím, jestli bude člověk primárně chápán jako tvor, jehož život je určen řádem stvoření (katolicismus), jako Boží obraz a podoba dorůstající přes krize do plné jednoty s Bohem i se stvořením (pravoslaví) nebo jako hříšník nacházející vírou a milostí své autentické lidství v Ježíši Kristu (protestantismus). Cílem projektu je ukázat, proč tyto důrazy nestojí jako antiteze – najdeme je ve všech hlavních směrech křesťanství, ale v každém je jim dáno trochu jiné místo. Projekt již přinesl některé detailní sondy zabývající se klasickými tématy teologické antropologie, které si kladou za cíl ukázat, jak se konkrétně od těchto témat odvíjí a může odvíjet dynamika nové existence, přístup ke světu, k přírodě, ale i k dalším náboženstvím či k obecně lidskému náboženskému hledání. Se svými spolupracovníky vydala kolektivní monografii s názvem: Kdo je člověk? Teologická antropologie ekumenicky.
Ivana Noble se celou řadu let zapojuje do doprovázení duchovních cvičení a duchovního doprovázení obecně. Zároveň dobrovolnicky pomáhá jako druhá duchovní v náboženské obci Praha-Zbraslav. Jak liturgické tak pastorační zkušenosti se odrážejí v jejích textech, ale ještě více ve způsobu, jakým učí a promýšlí teologii.
Ve volném čase píše poezii a maluje. V posledním desetiletí se navíc začala více věnovat litografii. Vnímání duchovně a teologicky důležitých témat skrze obraz má pro ni klíčový význam a umožňuje komunikaci s různými dalšími publiky. Tato Ivanina role je také dobře viditelná v jejích velmi populárních ranních zamyšleních a ostatních příspěvcích pro Český rozhlas. Sama ilustrovala svou vlastní knihu meditací a poezie Opravna duší, knihu pro děti od Václava Žďárského Boží ZOO, brožurku pro veřejnost, kterou Tim Noble a kol. připravil v době migrační krize pod názvem, Kdo je můj bližní? Církve – uprchlíci – migranti. Její práce se objevily na řadě obalů časopisů a knih, mezi jinými „Pentru viața lumii”. Către un etos social al Bisericii Ortodoxe; Olga Sevastyanova & Nikolaos Asproulis (eds.), Understanding Orthodox Christian Spirituality Today: Insights from Patristic and Contemporary Theology (2019); Nevena Dimitrova, Human Knowledge According to Saint Maximus the Confessor (2017); Zdenko Širka, Petr Jandejsek, Cristian Panaitescu, Hermeneutika zkušenosti v křesťanské tradici (2014).
Práce Ivany Noble byly vystaveny na řadě vlastních i společných výstav, mezi jinými: Grafika roku 2015 (Hollar, Clam-Gallas Palace, 2016); Stone, Colours, Paper: Litograph Worhshop of Petr Korbelář (Mánes, 2014); Icons and Images of Biblical Narratives (společně s o. Dobromirem Dimitrovem, Galerie Bulharského kulturního institutu v Praze a festival Festival Spirit and Scripture, Vsetín, 2013); Biblical Litographs (Plein va Sienna, Amsterdam 2012). V jednom z kostelů v belgickém městě Liège má od roku 2018 stálou expozici litorgafií „Ježíšův život“.